# Illice flavicosta
Illice flavicosta är en fjärilsart som beskrevs av Max Wilhelm Karl Draudt 1918. Illice flavicosta ingår i släktet Illice och familjen björnspinnare. Inga underarter finns listade i Catalogue of Life.